# Viola uliginosa
Espèce
Classification APG III (2009)
Viola uliginosa est une espèce de plantes à fleurs de la famille des Violaceae. Elle est présente principalement dans une zone allant du nord-est de l'Allemagne au pays baltes, en passant par la Pologne. C'est une espèce rare même dans ces pays.